# Aegon Open Nottingham 2016 - Qualificazioni singolare maschile
Le qualificazioni del singolare dell'Aegon Open Nottingham 2016 sono state un torneo di tennis preliminare per accedere alla fase finale della manifestazione. I vincitori dell'ultimo turno sono entrati di diritto nel tabellone principale. In caso di ritiro di uno o più giocatori aventi diritto a questi sono subentrati i lucky loser, ossia i giocatori che hanno perso nell'ultimo turno ma che avevano una classifica più alta rispetto agli altri partecipanti che avevano comunque perso nel turno finale.

## Teste di serie
1. Stéphane Robert (qualificato)
2. Samuel Groth (ultimo turno)
3. Marcelo Arévalo (primo turno)
4. Ramkumar Ramanathan (primo turno)

1. Matthew Barton (ultimo turno)
2. Ernesto Escobedo (qualificato)
3. Frank Dancevic (qualificato)
4. Michal Konečný (ultimo turno)

## Qualificati
1. Stéphane Robert
2. Frank Dancevic

1. Ernesto Escobedo
2. Jan Hernych

## Tabellone

### Legenda
| - Q = Qualificato - WC = Wild card - LL = Lucky loser | - ALT = Alternate - SE = Special Exempt - PR = Protected Ranking | - w/o = Walkover - r = Ritirato - d = Squalificato |

### Sezione 1
|  | Primo turno | Primo turno        | Primo turno    | Primo turno | Primo turno |  |  | Ultimo turno | Ultimo turno    | Ultimo turno    | Ultimo turno | Ultimo turno |  |
|  |             |                    |                |             |             |  |  |              |                 |                 |              |              |  |
|  | 1           | Stéphane Robert    | 62             | 7           | 6           |  |  |              |                 |                 |              |              |  |
|  | WC          | Ryan James Storrie | 7              | 5           | 1           |  |  | 1            | Stéphane Robert | Stéphane Robert | 7            | 6            |  |
|  | WC          | Jay Clarke         | Jay Clarke     | 4           | 5           |  |  | 5            | Matthew Barton  | Matthew Barton  | 5            | 3            |  |
|  | 5           | Matthew Barton     | Matthew Barton | 6           | 7           |  |  |              |                 |                 |              |              |  |

### Sezione 2
|  | Primo turno | Primo turno    | Primo turno  | Primo turno | Primo turno |  |  | Ultimo turno | Ultimo turno   | Ultimo turno   | Ultimo turno | Ultimo turno |  |
|  |             |                |              |             |             |  |  |              |                |                |              |              |  |
|  | 2           | Samuel Groth   | Samuel Groth | 6           | 7           |  |  |              |                |                |              |              |  |
|  |             | Frank Moser    | Frank Moser  | 1           | 63          |  |  | 2            | Samuel Groth   | Samuel Groth   | 65           | 3            |  |
|  |             | Ante Pavić     | 4            | 7           | 3           |  |  | 7            | Frank Dancevic | Frank Dancevic | 7            | 6            |  |
|  | 7           | Frank Dancevic | 6            | 6           | 6           |  |  |              |                |                |              |              |  |

### Sezione 3
|  | Primo turno | Primo turno      | Primo turno      | Primo turno | Primo turno |  |  | Ultimo turno | Ultimo turno     | Ultimo turno     | Ultimo turno | Ultimo turno |  |
|  |             |                  |                  |             |             |  |  |              |                  |                  |              |              |  |
|  | 3           | Marcelo Arévalo  | Marcelo Arévalo  | 0           | 4           |  |  |              |                  |                  |              |              |  |
|  |             | Joshua Milton    | Joshua Milton    | 6           | 6           |  |  |              | Joshua Milton    | Joshua Milton    | 4            | 4            |  |
|  |             | Bradley Mousley  | Bradley Mousley  | 2           | 63          |  |  | 6            | Ernesto Escobedo | Ernesto Escobedo | 6            | 6            |  |
|  | 6           | Ernesto Escobedo | Ernesto Escobedo | 6           | 7           |  |  |              |                  |                  |              |              |  |

### Sezione 4
|  | Primo turno | Primo turno         | Primo turno         | Primo turno | Primo turno |  |  | Ultimo turno | Ultimo turno   | Ultimo turno   | Ultimo turno | Ultimo turno |  |
|  |             |                     |                     |             |             |  |  |              |                |                |              |              |  |
|  | 4           | Ramkumar Ramanathan | Ramkumar Ramanathan | 3           | 1           |  |  |              |                |                |              |              |  |
|  |             | Jan Hernych         | Jan Hernych         | 6           | 6           |  |  |              | Jan Hernych    | Jan Hernych    | 6            | 7            |  |
|  | Alt         | Lloyd Glasspool     | Lloyd Glasspool     | 62          | 65          |  |  | 8            | Michal Konečný | Michal Konečný | 2            | 62           |  |
|  | 8           | Michal Konečný      | Michal Konečný      | 7           | 7           |  |  |              |                |                |              |              |  |